# Матвієвка (Стерлітамацький район)
Матві́євка (рос. Матвеевка, башк. Матвеевка) — присілок у складі Стерлітамацького району Башкортостану, Росія. Входить до складу Первомайської сільської ради.
До 9 лютого 2008 року присілок називався селище Сєверного отділення.
Населення — 206 осіб (2010; 199 в 2002).
Національний склад:
- чуваші — 53%